# Corps (Isère)
Pour les articles homonymes, voir Corps.
Corps [kɔʁ]  est une commune française située dans le département de l'Isère, en région Auvergne-Rhône-Alpes.
Elle est membre de la communauté de communes de la Matheysine. Ses habitants sont dénommés les Corpatus.

## Géographie
Pour des articles plus généraux, voir Géographie de l'Isère et Géographie des Alpes.

### Situation et description
Corps est une petite commune du sud-est de la France, située dans la région du Beaumont au cœur des Alpes françaises, proche des Alpes du Sud à la frontière entre le département de l'Isère et celui des Hautes-Alpes. Elle se situe à 40 km au nord de Gap, 65 km au sud de Grenoble et 220 km au nord de Marseille.
Le village de Corps est encerclé par de hautes montagnes, dont l'Obiou dans le massif du Dévoluy qui surplombe le magnifique lac du Sautet. Le village est au départ de la route qui mène au sanctuaire marial de La Salette, lieu de pèlerinage où la Vierge de La Salette serait apparue à deux petits bergers corpatus, Mélanie Calvat et Maximin Giraud.

### Communes limitrophes
| Les Côtes-de-Corps | Les Côtes-de-Corps La Salette-Fallavaux | La Salette-Fallavaux                                |
| Quet-en-Beaumont   | Corps                                   | La Salette-Fallavaux Aspres-lès-Corps(Hautes-Alpes) |
| Pellafol           | Ambel                                   | Aspres-lès-Corps(Hautes-Alpes)                      |

### Géologie
Le territoire de Corps domine le lac du Sautet formé par un barrage situé à 2 kilomètres à l'ouest du village, et qui barre les deux rivières situées au sud de la commune. Le plateau d'Ambel, situé sur l'autre rive, est l'un des résidus d'une ancienne plaine alluviale créée par un verrou glaciaire situé à l'emplacement du barrage actuel, et recreusée depuis par le Drac et la Souloise. Les territoires de Corps et Pellafol sont situés sur les bords latéraux de cette ancienne plaine, à la même altitude qu'Ambel, ce qui donne au paysage local un aspect particulier, les trois villages se faisant face mais par-dessus des gorges aujourd'hui partiellement noyées.

### Climat
Pour des articles plus généraux, voir Climat d'Auvergne-Rhône-Alpes et Climat de l'Isère.
En 2010, le climat de la commune est de type climat de montagne, selon une étude du Centre national de la recherche scientifique s'appuyant sur une série de données couvrant la période 1971-2000. En 2020, Météo-France publie une typologie des climats de la France métropolitaine dans laquelle la commune est exposée à un climat de montagne ou de marges de montagne et est dans la région climatique  Alpes du sud, caractérisée par une pluviométrie annuelle de 850 à 1 000 mm, minimale en été. 
Pour la période 1971-2000, la température annuelle moyenne est de 8,4 °C, avec une amplitude thermique annuelle de 17,3 °C. Le cumul annuel moyen de précipitations est de 1 046 mm, avec 8,8 jours de précipitations en janvier et 6,3 jours en juillet. Pour la période 1991-2020, la température moyenne annuelle observée sur la station météorologique de Météo-France la plus proche, « Pellafol-Chaneaux », sur la commune de Pellafol à 4 km à vol d'oiseau, est de 9,5 °C et le cumul annuel moyen de précipitations est de 989,6 mm,. Pour l'avenir, les paramètres climatiques de la commune estimés pour 2050 selon différents scénarios d'émission de gaz à effet de serre sont consultables sur un site dédié publié par Météo-France en novembre 2022.

### Hydrographie

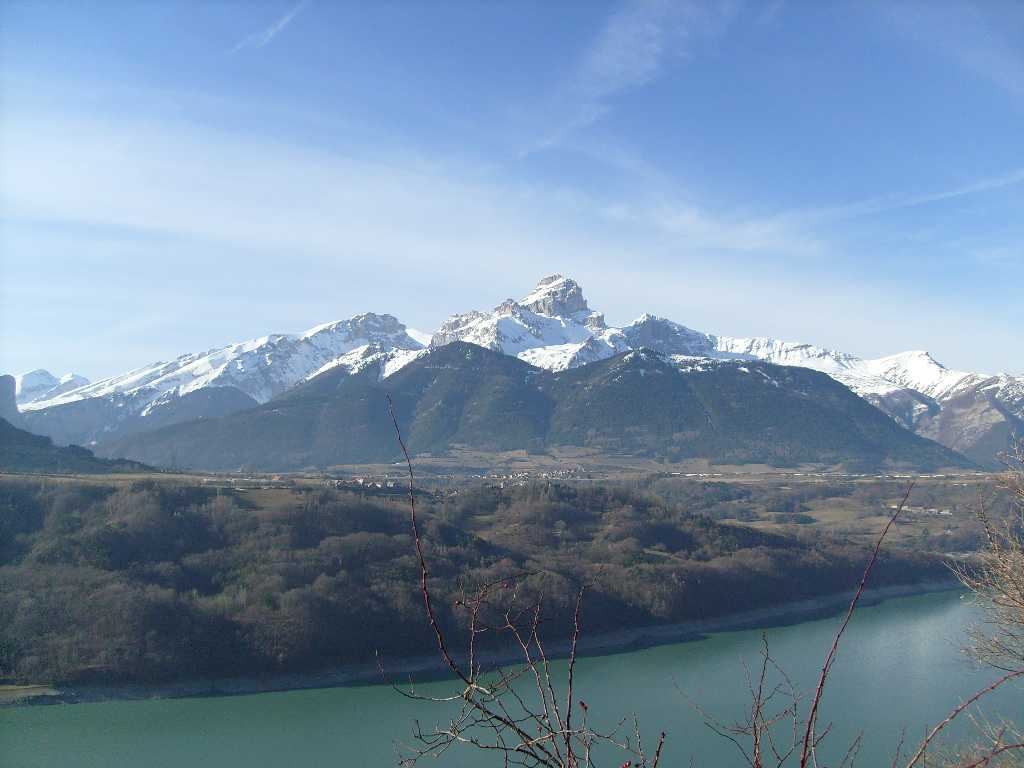
Le lac du Sautet et l'Obiou depuis Corps.

Le territoire communal est bordé dans sa partie méridionale par le lac du Sautet, créé par l'édification d'un barrage sur le Drac, en aval de son confluent avec la Souloise et qui le sépare du territoire de la commune d'Ambel.

### Voies de communication
Le territoire de la commune est traversé par la RN 85, selon un axe est-ouest. Cette voie routière importante permet de relier les agglomérations de Grenoble et de Gap. Elle est également connue sous le nom historique et touristique de Route Napoléon.
La RD212c permet de rejoindre le site de Notre-Dame de La Salette, et la RD517 la station de sports d’hiver de SuperDévoluy (commune de Dévoluy).

## Urbanisme

### Typologie
Au 1er janvier 2024, Corps est catégorisée commune rurale à habitat dispersé, selon la nouvelle grille communale de densité à sept niveaux définie par l'Insee en 2022.
Elle est située hors unité urbaine et hors attraction des villes,.

### Occupation des sols
L'occupation des sols de la commune, telle qu'elle ressort de la base de données européenne d’occupation biophysique des sols Corine Land Cover (CLC), est marquée par l'importance des forêts et milieux semi-naturels (69,2 % en 2018), une proportion sensiblement équivalente à celle de 1990 (69,7 %). La répartition détaillée en 2018 est la suivante : 
forêts (49,1 %), milieux à végétation arbustive et/ou herbacée (18,5 %), zones agricoles hétérogènes (10,8 %), prairies (9 %), eaux continentales (8,7 %), zones urbanisées (2,3 %), espaces ouverts, sans ou avec peu de végétation (1,6 %). L'évolution de l’occupation des sols de la commune et de ses infrastructures peut être observée sur les différentes représentations cartographiques du territoire : la carte de Cassini (XVIIIe siècle), la carte d'état-major (1820-1866) et les cartes ou photos aériennes de l'IGN pour la période actuelle (1950 à aujourd'hui).

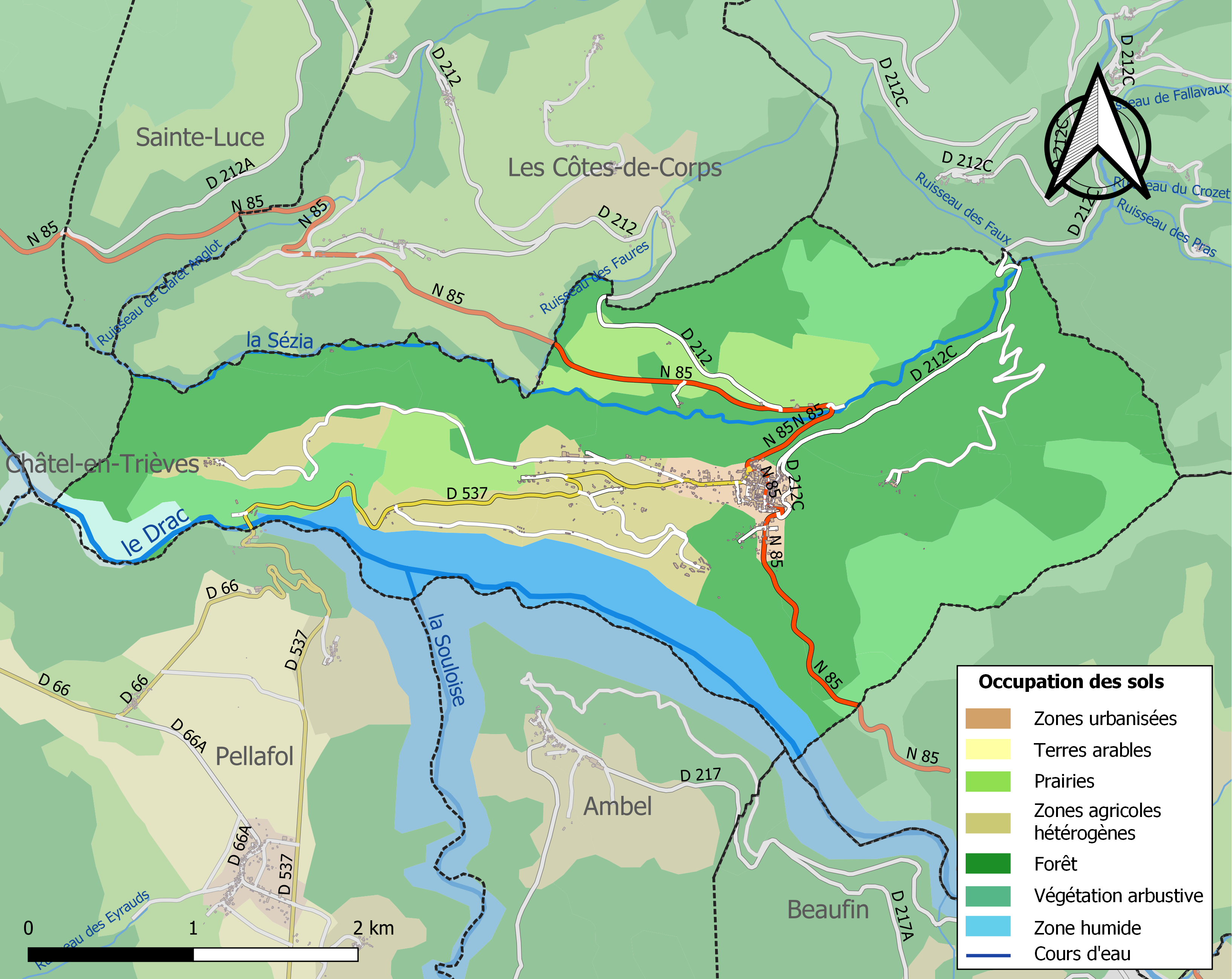
Carte des infrastructures et de l'occupation des sols de la commune en 2018 (CLC).

### Risques naturels et technologiques

#### Risques sismiques
L'ensemble du territoire de la commune de Corps est situé en zone de sismicité no 3, dite « modérée » (sur une échelle de 1 à 5), comme la plupart des communes de son secteur géographique. Elle se situe cependant au sud de la limite d'une zone sismique classifiée de « moyenne ».
| Type de zone | Niveau            | Définitions (bâtiment à risque normal) |
| ------------ | ----------------- | -------------------------------------- |
| Zone 3       | Sismicité modérée | accélération = 1,1 m/s2                |

## Toponymie
Le nom de la commune serait issu de « Campus Corvus », le « camp du Corbeau », situé à la rencontre de deux voies romaines. Une autre hypothèse évoque également un lien possible avec la tribu gauloise des Tricorii (ou Tricores), peuple celto-ligure installé au cœur des Alpes.

## Histoire
Pour un article plus général, voir Histoire de l'Isère.
Les plus anciennes traces d'occupation humaine du pays de Corps remontent à quelque 1 200 ans avant notre ère. Il s'agissait probablement de groupes altaïques venus d'Asie centrale, qui auraient apporté dans leur vocabulaire des racines comme 'alp' (alpage), 'ar' (rivière, d'où dérive le nom du Drac), et 'bal' (montagne, d'où dérive le nom du Beaumont). Vers -800, un habitat ligure important existait à quelques kilomètres en aval de Corps, sur l'actuelle commune de Quet-en-Beaumont. Aux environs de -300, quelques Celtes arrivés des Alpes suisses se mêlèrent aux Ligures locaux, et formèrent le « peuple des trois enseignes », ou Tricorii, dont le nom a donné celui de Trièves.
Après la défaite d'Hannibal par les Romains, ceux-ci entreprirent de contrôler l'au-delà des Alpes. En -151, le Beaumont, comme toute la région, était soumis. Mais aucune civitas n'était établie en Beaumont. Une voie romaine, d'importance secondaire, reliait la vallée de la Durance à Cularo (Grenoble) en passant par le Champsaur et le Beaumont. Il semblerait que ce soit à l'emplacement de l'ancien hameau de Saint-Brême, aujourd'hui noyé sous les eaux du lac du Sautet, que se situait le lieu dénommé Geminae sur la carte de Peutinger, embranchement d'une voie se dirigeant vers Mens. Là serait né le premier village du pays de Corps, les vestiges trouvés ailleurs n'étant liés qu'à de petites villae agricoles.
À partir de l'an 1202, une famille Alleman possédait en alleu, c'est-à-dire sans suzerain autre que l'empereur du Saint-Empire, une maison forte à Corps. En 1247, l'empereur cède au Dauphin de Viennois le « haut-domaine », c'est-à-dire la juridiction majeure, sur ses alleus en Beaumont. Celui-ci ne se privera pas d'en profiter pour s'approprier les biens de ses sujets.
En 1250 est créé le mandement de Corps, comprenant, sur la rive droite du Drac : Corps, Saint-Bénigne (Saint-Brême), Saint-Jean des Vertus (les Côtes-de-Corps), la Salette (sans les Fallavaux) et Saint-Julien (lieudit aujourd'hui disparu), et sur la rive gauche : Pellafol, Beaufin, Ambel et le Monestier d'Ambel, qui formeront bientôt deux mandements distincts. Cependant aucun châtelain n'est connu avant 1309.
En 1321, le régent Henri octroie au bourg de Corps des chartes de franchise municipales et individuelles, confirmées en 1324 par Béatrix de Hongrie, mère du Dauphin. À partir de 1349, Corps est l'une des châtellenies sur lesquelles repose la rente octroyée à Humbert II de Viennois, qui a vendu ses possessions au roi de France. En 1374, Reynaud II Raymond, coseigneur de Sigottier, Furmeyer et autres lieux, achète la maison-forte de Corps et ses terres à  Guigues III Alleman. Son fils Henri II Raymond en devient seigneur en 1406.
Dans la première moitié du XVe siècle, le dauphin Louis II, futur roi de France sous le nom de Louis XI, fait régulièrement étape à Corps en se rendant à Montorcier en Champsaur.
Durant les Guerres de religion, Corps, fidèle à la foi catholique, est pris et repris plusieurs fois par les armées adverses, et finalement ruiné en 1577. Par la suite, et à deux reprises, la seigneurie tombe en main-morte et est reprise par le Roi. En 1781, les habitants de Corps purent se plaindre d'un préjudice dû à l'absence de seigneur.
Napoléon Ier fit étape à Corps et passe la nuit du 6 au 7 mars 1815 à l'hôtel du Palais, au retour de l'Ile d'Elbe. Tous les ans à la Pentecôte, Corps fête cet événement sous l'intitulé « Aventurier à Corps, Prince à Grenoble ».
Le 19 septembre 1846, la Vierge Marie serait apparue à deux enfants de Corps, Maximin Giraud et Mélanie Calvat, dans la montagne au-dessus du village de La Salette. L'apparition mariale ayant été reconnues par l'Église catholique, un pèlerinage s'est développé vers le sanctuaire de La Salette.
Entre 1930 et 1935, la construction du barrage du Sautet provoque un afflux de travailleurs étrangers, d'où un développement économique important pour le bourg jusqu'ici resté exclusivement agricole. En 1932, la ligne de chemin de fer de la Mure est prolongée jusqu'à Corps, établissant une liaison depuis Grenoble. Elle eut un relatif succès, notamment pour les pèlerins de la Salette, mais, les autocars donnant bientôt un accès direct au sanctuaire, et faute d'achèvement de la liaison vers Gap, la ligne périclita, le service fut interrompu en 1949, et la ligne définitivement abandonnée en 1952.

### La prise de Corps par les Réformés

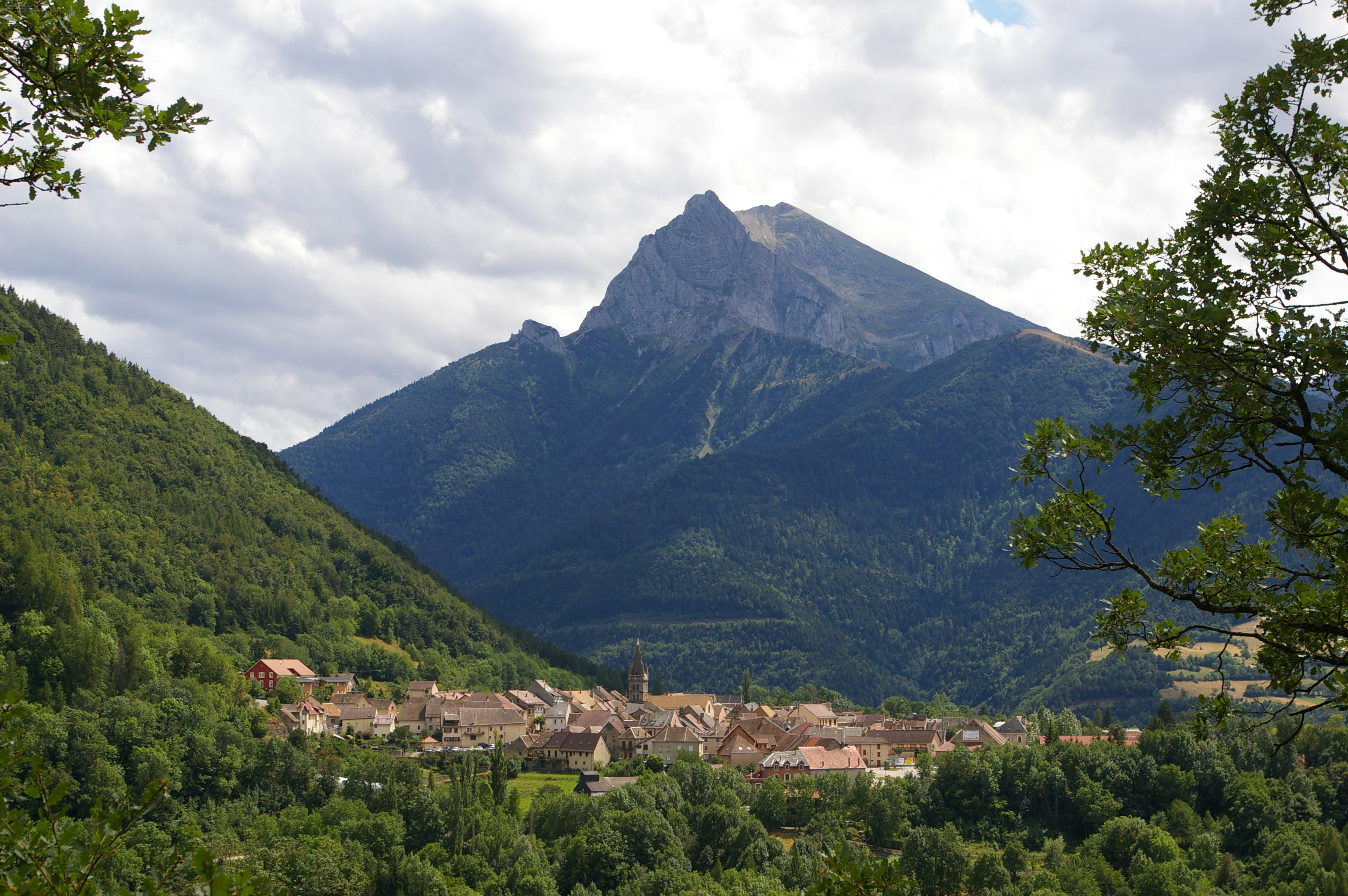
Vue générale de la commune.

Un récit plus ou moins légendaire évoque le fait que, les troupes protestantes étant inférieures en nombre aux défenseurs de la ville, un des lieutenants de Lesdiguières alla dans la nuit attacher des lanternes aux cous des bêtes d'un troupeau qu'il dirigea ensuite vers la ville. Les habitants, impressionnés par cette attaque hardie, se rendirent sans combattre.

### Les débuts de l'école de Corps
Le 14 décembre 1806, monsieur Jean-Claude Neyret de Mens est nommé instituteur à Corps. Les classes s’ouvrent en été à 5 h du matin jusqu’à 11 h et de 13 h à 20 h, soit 13 heures de classe par jour.
En janvier 1812, M. François Gourdon est nommé instituteur à Corps. La classe se fait en été de 6 h à 10 h et de 13 h à 17 h, soit 5 h de moins qu’en 1806.
Le 1er novembre 1819, M. Charles Sibylle remplace M. Gourdon, puis en 1835 il est lui-même remplacé par M. Chevalier.
Le 20 avril 1841 on songe à construire une école de garçons, c’est en 1844 qu’est créée une école de filles.
Le 14 janvier 1853 il est voté une indemnité de 500 fr pour l’instituteur à charge pour lui d’enseigner à tous les enfants de la commune.
En mai 1854, le traitement de l’instituteur est fixé à 1000 fr.
Le 8 novembre 1857, c’est au tour de M. Fayollat de devenir instituteur.
C’est en  1881 que l’école maternelle voit le jour aux Logis Neufs, puis en 1893 on réunit école primaire et maternelle dans les locaux actuels[réf. nécessaire].

## Politique et administration

### Liste des maires

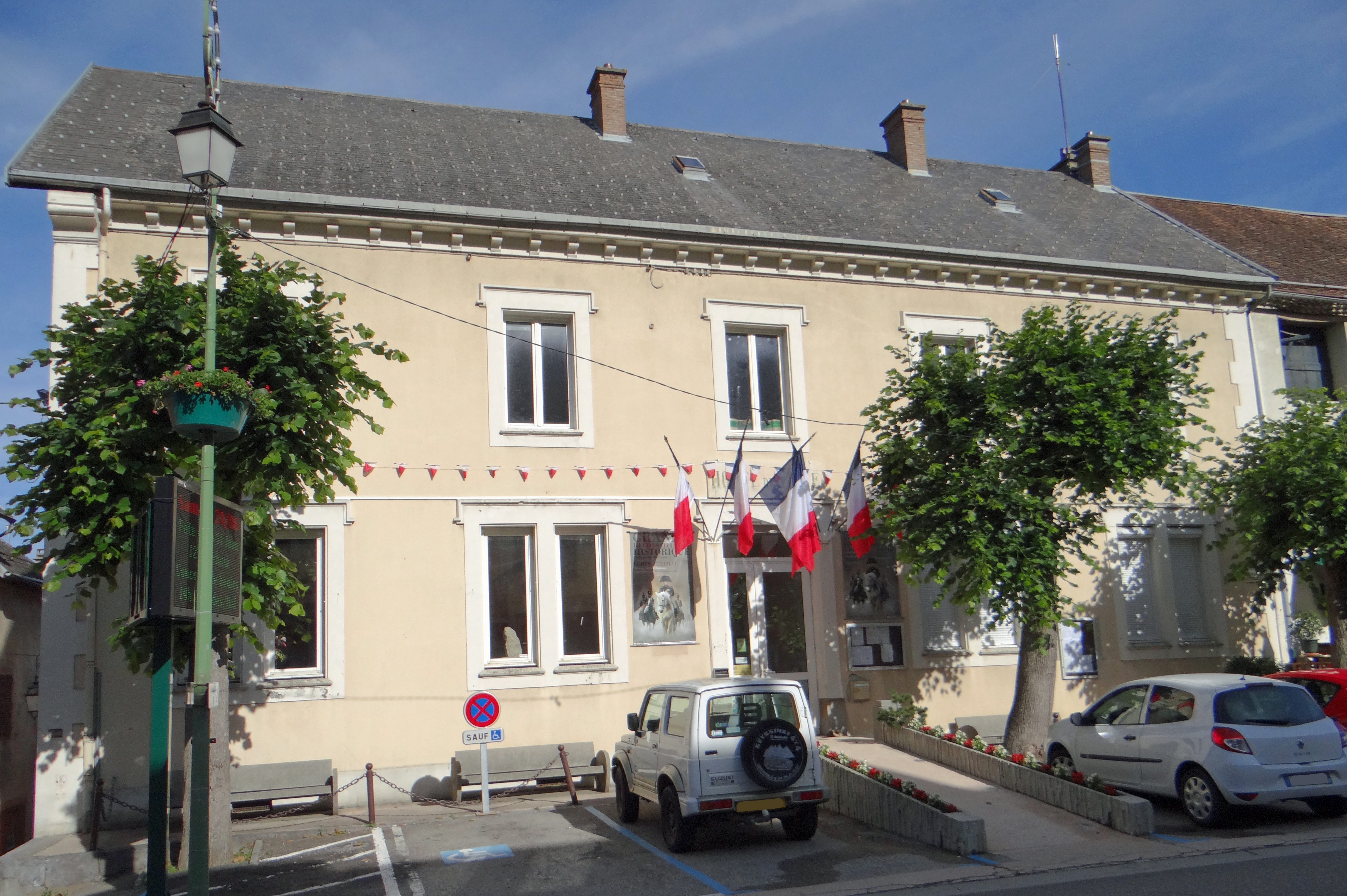
La mairie

| Période                                  | Période  | Identité              | Étiquette    | Qualité |
| ---------------------------------------- | -------- | --------------------- | ------------ | --- |
| 2005                                     | 2014     | Magali Francou-Carron | UMP          | |
| 2014                                     | En cours | Fabien Mulyk          | DVD puis UDI | Infirmier, conseiller général du Canton de Corps (2011-2015) Conseiller départemental, vice-président du Conseil départemental depuis 2015 |
| Les données manquantes sont à compléter. |          |                       |              | |

## Population et société

### Démographie
Pour un article plus général, voir Démographie de l'Isère.
L'évolution du nombre d'habitants est connue à travers les recensements de la population effectués dans la commune depuis 1793. Pour les communes de moins de 10 000 habitants, une enquête de recensement portant sur toute la population est réalisée tous les cinq ans, les populations de référence des années intermédiaires étant quant à elles estimées par interpolation ou extrapolation. Pour la commune, le premier recensement exhaustif entrant dans le cadre du nouveau dispositif a été réalisé en 2005.

En 2022, la commune comptait 424 habitants, en évolution de −12,22 % par rapport à 2016 (Isère : +3,07 %, France hors Mayotte : +2,11 %).
| 1793 | 1800  | 1806  | 1821  | 1831  | 1836  | 1841  | 1846  | 1851  |
| ---- | ----- | ----- | ----- | ----- | ----- | ----- | ----- | ----- |
| 935  | 1 038 | 1 238 | 1 128 | 1 441 | 1 414 | 1 386 | 1 451 | 1 350 |

| 1856  | 1861  | 1866  | 1872  | 1876  | 1881  | 1886  | 1891  | 1896  |
| ----- | ----- | ----- | ----- | ----- | ----- | ----- | ----- | ----- |
| 1 315 | 1 335 | 1 329 | 1 306 | 1 239 | 1 356 | 1 325 | 1 226 | 1 201 |

| 1901  | 1906 | 1911 | 1921 | 1926 | 1931 | 1936 | 1946  | 1954 |
| ----- | ---- | ---- | ---- | ---- | ---- | ---- | ----- | ---- |
| 1 104 | 998  | 942  | 737  | 762  | 899  | 983  | 1 128 | 687  |

| 1962 | 1968 | 1975 | 1982 | 1990 | 1999 | 2005 | 2006 | 2010 |
| ---- | ---- | ---- | ---- | ---- | ---- | ---- | ---- | ---- |
| 608  | 556  | 465  | 505  | 512  | 453  | 456  | 451  | 511  |

| 2015 | 2020 | 2022 | - | - | - | - | - | - |
| ---- | ---- | ---- | - | - | - | - | - | - |
| 478  | 431  | 424  | - | - | - | - | - | - |

### Enseignement
La commune est rattachée à l'académie de Grenoble.

### Équipements sportifs
Le terrain de basket-ball de Corps se situe en haut de la maison de retraite.

Il existe également un terrain de tennis à côté du terrain de basket et l’autre est à côté du jardin de ville.
En 2004, la mairie a refait le jardin de ville. Les enfants y trouveront des jeux dont une balançoire, un skate parc, un petit château avec son petit toboggan, le grand toboggan, un jeu à ressort, un terrain d’herbes et à côté un terrain de boules.

### Équipement culturel
- La médiathèque Saint-Eldrade

La médiathèque de Corps propose d'une part des prêts de romans, bandes dessinées, de documentaires (parfois avec DVD inclus) et de contes pour petits, et d'autre part des accès internet.

### Médias
Historiquement, le quotidien régional Le Dauphiné libéré consacre, chaque jour, y compris le dimanche, dans son édition de Romanche et Oisans, un ou plusieurs articles à l'actualité du canton et de la communauté de communes, quelquefois de la commune, ainsi que des informations sur les éventuelles manifestations locales.
Radio Ici Isère est la radio publique locale diffusant sur le territoire de la commune et de tout le département de l'Isère.

### Cultes
La communauté catholique et l'église paroissiale de Corps (propriété de la commune) dépendent de la paroisse Saint Pierre Julien Eymard qui rassemble un grand nombre de villages autour de la cité de La Mure. Cette paroisse est rattachée au diocèse de Grenoble-Vienne.

## Culture locale et patrimoine

### Patrimoine architectural

#### Patrimoine civil
- Le barrage du Sautet, construit entre 1930 et 1935, haut de 126 mètres, barrant le Drac juste en aval de son confluent avec la Souloise.
- Le pont du Sautet, jouxtant le barrage, pont d'une seule arche au-dessus du défilé du Drac en aval du barrage. Il a remplacé l'ancien pont suspendu du XIXe siècle, déjà remarquable par son audace. Un autre pont existaient antérieurement au barrage un peu en amont du confluent : le pont de Saint-Brème, sur le Drac, portant une route vers Ambel.
- L'ancienne gare du chemin de fer, aujourd'hui siège des services de l'Équipement.
- L'Ancien Hôpital, labellisé Patrimoine en Isère[31].

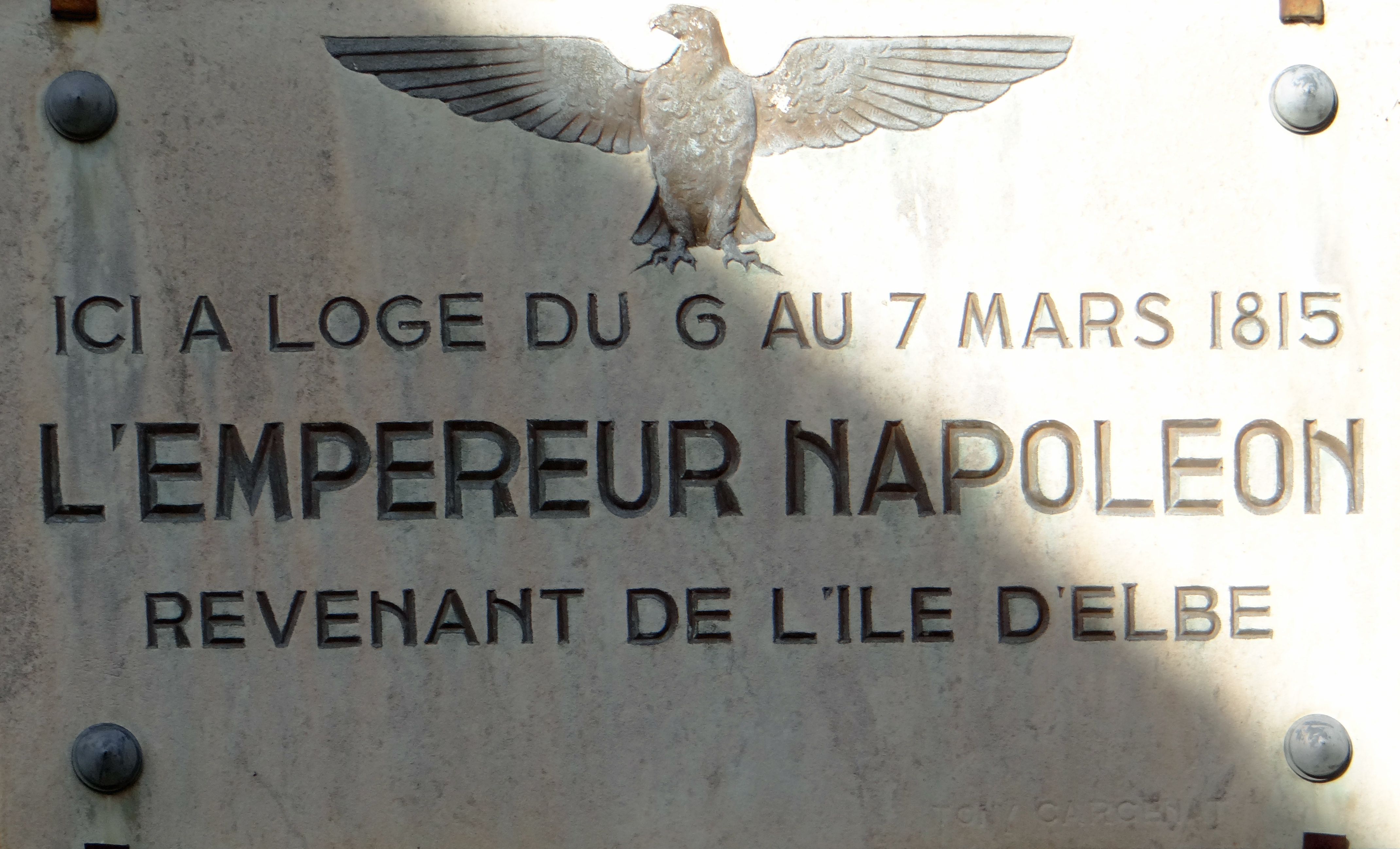
Plaque commémorative

- La Maison Napoléon, ancienne gendarmerie. Le 6 mars 1815, Napoléon arrive à Corps après avoir franchi le col Bayard. Il arrive tard dans la soiréé, loge dans cette maison. Après avoir reçu des témoignages d'anciens soldats, on lui sert un repas à base d'omelette puis il travaille plusieurs heures avant de se coucher. Cambronne est allé en éclaireur à La Mure avec 40 chasseurs et un peloton de cavaliers où il a rencontré des troupes royales. Les deux troupes se font face sans tirer. Le 7 mars au matin, Cambronne a envoyé un message à Napoléon en lui demandant de le rejoindre. Napoléon quitte Corps[32].
- De nombreuses maisons anciennes dans le vieux bourg.
- Les anciennes écuries, formant encore un curieux passage voûté.
- Les remparts et le château médiéval, du début du XIIIe siècle, ont été détruits à la fin du XVIe siècle[33].

#### Patrimoine religieux
- Église Saint-Pierre

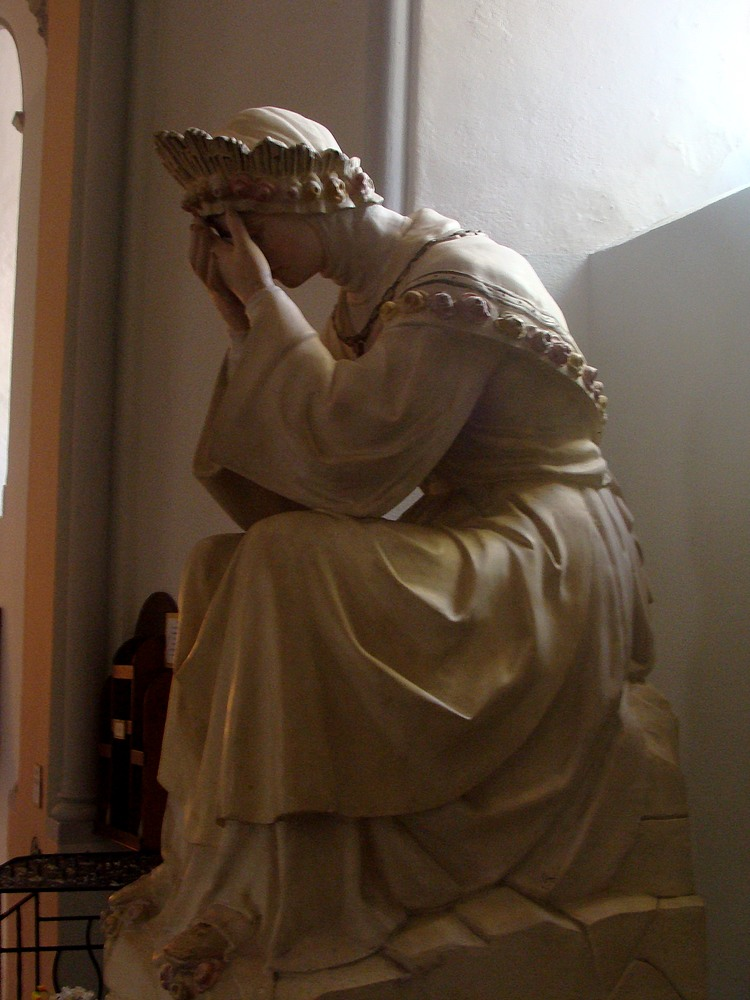
La statue de la Vierge en pleurs

L'église primitive de Corps faisait partie d'un prieuré construit en 1212 par des moines bénédictins de Marseille, et dont il ne reste que le porche d'entrée face à l'église actuelle. De style roman, l'église a été ravagée en 1821 par un incendie qui a aussi détruit le presbytère et la plus grande partie du village. Elle a été restaurée en accord avec son style d'origine. Le clocher est de style gothique. L'intérieur de l'église mérite la visite :
- - l'abside, circulaire, est très dépouillée, et éclairée par une rangée de hauts vitraux
  - l'autel est en marbre blanc, richement décoré
  - l'absidiole droite comporte un petit vitrail circulaire représentant la Sainte Famille
  - dans le transept, un vitrail représentant saint Eldrade, patron de la paroisse
  - dans les allées latérales, deux statues de Notre-Dame de la Salette, dont une « Vierge en pleurs » ;  sur le sol, quelques dalles portent des inscriptions funéraires
  - de part et d'autre de l'entrée, deux bénitiers en marbre (modernes), dont l'un porte l'inscription latine SCINDITE CORDA VESTRA (Déchirez vos cœurs — et non seulement vos vêtements), et l'autre l'inscription en grec ΝIΨON ANOMHMATA MH MONAN OΨIN (Lavez vos défauts, et non seulement vos visages), phrase palindromique (lisible à l'identique de droite à gauche)
- En bordure du village, la petite chapelle Saint-Roch est installée sur un promontoire face au lac et aux montagnes (Dévoluy, Obiou).

### Patrimoine naturel
- lac du Sautet, à découvrir avec le bateau électro-solaire depuis la base nautique du Sautet.

### Gastronomie
- liqueurs de la Distillerie artisanale La Salettina, située dans la maison natale de Maximin Giraud[34].

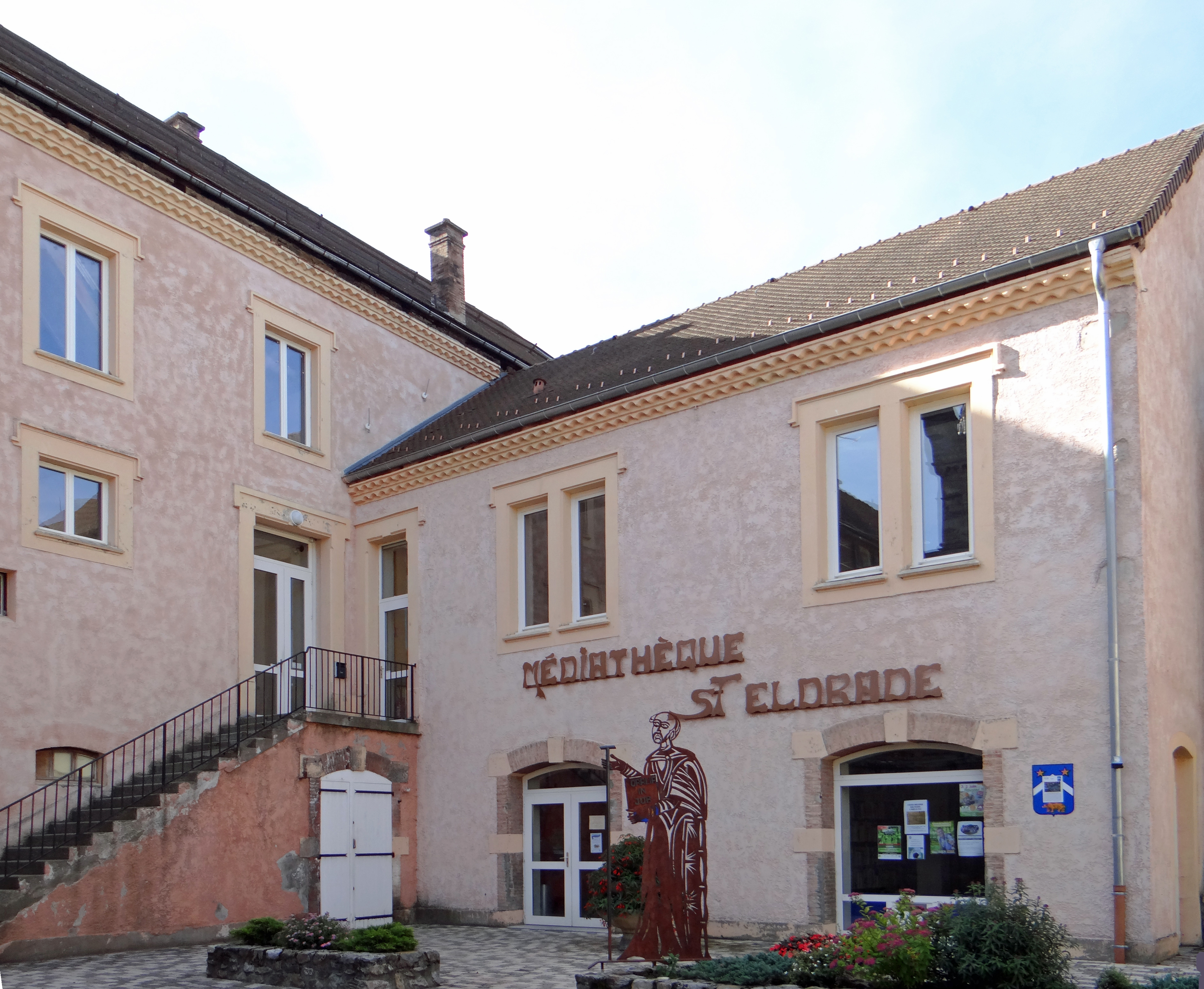
La médiathèque Saint-Eldrade

### Patrimoine et tradition orales
Langue régionale
Historiquement, le Beaumont appartient à la zone de parlers occitans de type vivaro-alpins. Le nom de Corps, anciennement prononcé « Corpe », est probablement dérivé du mot occitan corp signifiant corbeau.

### Événement culturel
Depuis 1989 a lieu en août les Nuits musicales de Corps, festival consacré à la musique classique.

### Personnalités liées à la commune
- Saint Eldrade a fondé la première église de Corps.
- Jean Galland, originaire de Veynes (Hautes-Alpes), pasteur à Corps vers la fin du XVIIe siècle. À sa mort, sa veuve, Charlotte Gondre, son fils Jacques et sa femme, née Jordan, émigrèrent en Allemagne où le couple fit souche. Adolf Galland, as de la chasse allemande pendant la dernière guerre, en était un descendant.
- Émile Gueymard, né à Corps, major de Polytechnique, professeur à la faculté des Sciences de Grenoble. Collaborateur de Vicat et ingénieur en chef des mines sous la Restauration. Il lègue en 1846 sa collection exceptionnelle de minéraux du Dauphiné et des Alpes au Muséum d’histoire naturelle de Grenoble[37]
- Victor Auguste Gueymard, frère du précédent. Juriste et doyen de la faculté de Droit de Grenoble.
- Mélanie Calvat et Maximin Giraud, enfants de Corps, auraient eu en 1846 une apparition de la Vierge Marie au-dessus de la Salette.
- Émile Mathieu, né le 17 mai 1880 à Corps, père de Noël Mathieu, plus connu sous le nom de Pierre Emmanuel (1916-1984), poète et académicien.

### Héraldique
Pour un article plus général, voir Armorial des communes de l'Isère.
|  | Blasonnement : D'azur, au chevron d'argent, accompagné en chef de deux étoiles d'or, et en pointe, d'un ours passant du même.. |